# Albert z Trapani
Svatý Albert z Trapani, latinsky Albertus Siculus, tj. Albert Sicilský, také Albert z Messiny, italsky Alberto degli Abbati  (1250, Trapani – 7. srpna 1307, Messina) byl sicilský katolický kněz a člen řádu obutých karmelitánů.

## Stručný život
Narodil se roku 1240 v Trapani jako syn florentských rodičů, Benedetta degli Abbati a Giovanny Palizziové. Rodiče ho při křtu zaslíbili Bohu. Když Albert dospíval, otec si představoval, že mu vystrojí velkou svatbu, ale matka ho přiměla, aby dodržel svůj slib. Do kláštera obutých karmelitánů vstoupil v rodném Trapani. Zde byl formován a vysvěcen na kněze. Poté byl poslán do Messiny.
Roku 1280 byl jmenován provinciálem v Trapani a o sedm let později v Messině. Roku 1296 se stal provinciálem řádu v celé Sicílii.
Zemřel 7. srpna 1307 v Messině, kde je v katedrále jeho hrob.

## Kult
Roku 1457 papež Kalixt III. povolil uctívání Alberta jako světce v řádu karmelitánů a 31. května 1476 papež Sixtus IV. rozšířil působnost jeho kultu na celou katolickou církev.obutých 
Od roku 1624 se slaví jeho svátek 7. srpna. Centrem úcty je katedrála v Messině, kde  je v oltářní menze vsazen Albertův stříbrný barokní sarkofág. V bývalém klášterním kostele Zvěstování Panny Marie v Trapani (Maria Santissima Annunziata) je Albertův oltář se stříbrným relikviářem. 

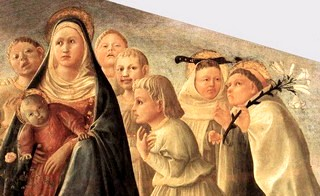
Filippo Lippi:Madona Trivulzio s anděly a sv. Albertem z Trapani (zcela vpravo), Castello Sforzesco, Milán, 1430

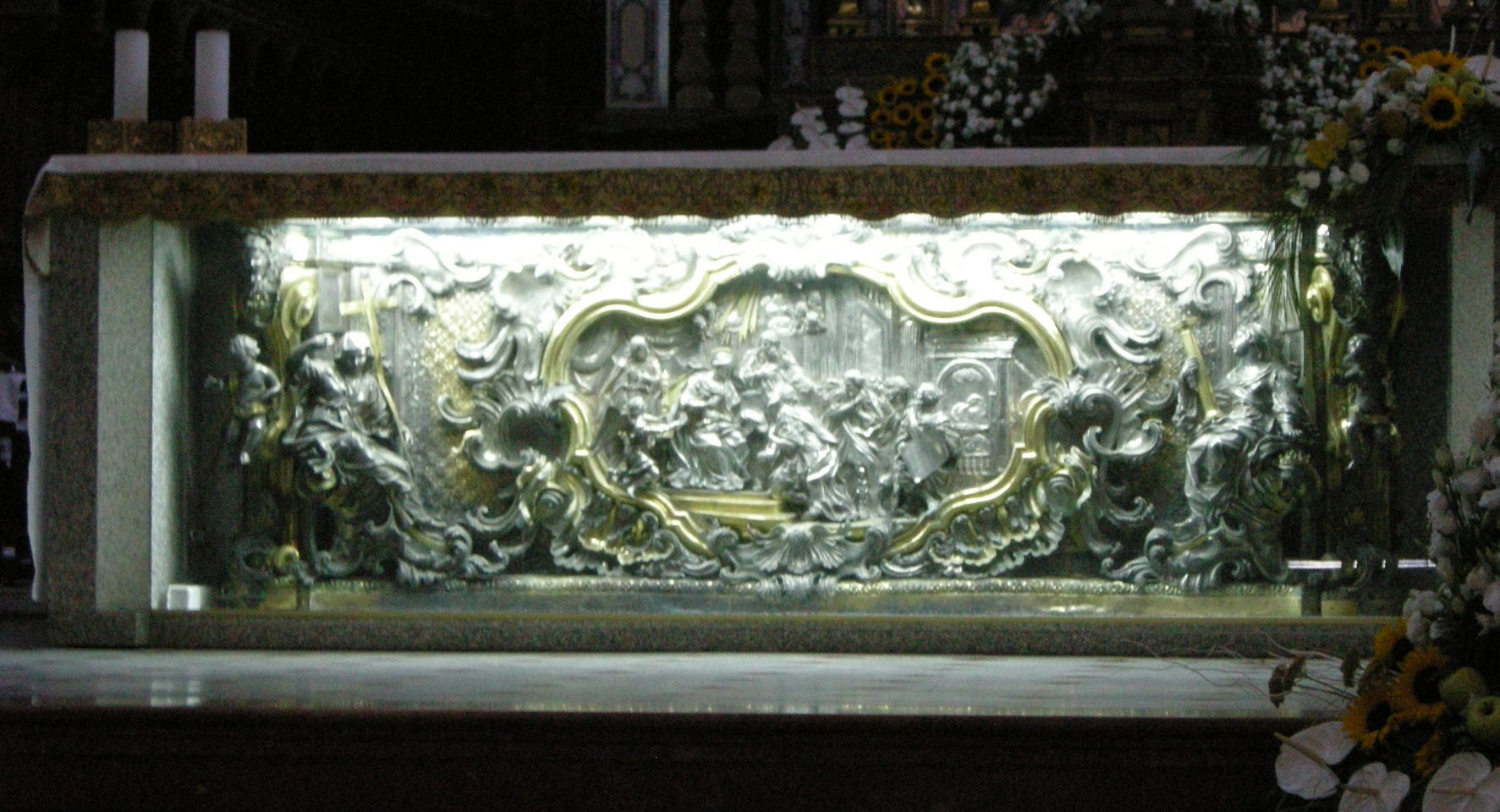
Barokní sarkofág sv. Alberta z Trapani v katedrále v Messině

Albert byl prvním světcem Karmelu, který se stal později patronem a ochráncem řádu. Je také patronem sicilských měst Trapani, Erice, spolupatronem Messiny, Palerma a obce Revere (u Mantovy). Dále bývá uctíván jako patron a ochránce při zemětřesení (barokní sarkofág přestál zřícení messinské katedrály koncem 19. století), horečce a při porodních bolestech rodiček. Jeho ostatky jsou uchovávány především v karmelitánských kostelech na Sicílii, v Itálii a ve Španělsku, ale i jinde v Evropě a na Filipínách.
V Římě po něm byl pojmenován teologický seminář karmelitánů, nyní Centro internazionale Sant'Alberto, založené roku 1704, s barokní freskou (zde v infoboxu).

## Ikonografie
Albert bývá vyobrazen jako mladý mnich v bílé kutně s kapucí, nebo v hnědém karmelitánském hábitu, jeho atributy jsou krucifix a lilie, často klečí před Pannou Marií a vztahuje ruce k dítěti Ježíši. Pravděpodobně nejstarší obraz Alberta z Trapani namaloval Filippo Lippi roku 1430 a je vystaven v hradní galerii rodu Sforzů v Castello Sforzesco v Miláně.  Ve skupině světců Alberta obvykle doprovázejí Angelus z Likaty, Šimon Štok, Marie Magdalena Pazzi a Terezie od dítěte Ježíše. 